# Etteplan
Etteplan Oyj est une entreprise finlandaise d'ingénierie et conseil en technologies specialisée dans la conception d’équipements et d’installations industriels, de système embarqués, de solutions IoT et de service de documentation technique. 
Etteplan propose à ses clients la mise à disposition d'ingénieurs intervenant sur leurs projets technologiques et fournit aussi des projets et services clés-en main le domaine du la recherche et developement et de l’optimisation des sites de production.

## Présentation
Les clients d'Etteplan opèrent dans l'industrie manufacturière.
L'entreprise est active en Finlande, en Suède, aux Pays-Bas, en Allemagne, Pologne, Danemark en États-Unis et en Chine.

## Actionnaires
Au 29 février 2020, les 10 plus grands actionnaires d'Etteplan sont:
| #  | Actionnaire                             | Actions    | %     |
| -- | --------------------------------------- | ---------- | ----- |
| 1  | Ingman Group Oy Ab                      | 16 500 000 | 66,10 |
| 2  | Oy Fincorp Ab                           | 2 499 102  | 10,01 |
| 3  | Keskinäinen työeläkevakuutusyhtiö Varma | 985 593    | 3,95  |
| 4  | Tuori Klaus Tapani                      | 402 134    | 1,61  |
| 5  | Skandinaviska Enskilda Banken           | 375 611    | 1,50  |
| 6  | VAS Invest Oy                           | 368 955    | 1,48  |
| 7  | Taaleritehdas                           | 339 048    | 1,36  |
| 8  | Tuori Aino                              | 308 275    | 1,23  |
| 9  | Etteplan Oyj                            | 156 203    | 0,63  |
| 10 | Näkki Juha Antti Ilmari                 | 104 947    | 0,42  |